# Mooresburg (Tennessee)
Mooresburg statisztikai település  az Amerikai Egyesült Államok Tennessee államában, Hawkins megyében. Lakosainak száma 877 fő (2020. április 1.).

## Népesség
A település népességének változása:

| 2010 | 941 |
| 2020 | 877 |